# 쥘리아 피아통
쥘리아 피아통(Julia Piaton, 1985년 1월 29일 ~ )은 프랑스의 배우이다.